# Oberhaid (Opper-Franken)
Oberhaid is een plaats in de Duitse deelstaat Beieren, en maakt deel uit van het Landkreis Bamberg.
Oberhaid telt 4.788 inwoners.
Altendorf ·
Baunach ·
Bischberg ·
Breitengüßbach ·
Burgebrach ·
Burgwindheim ·
Buttenheim ·
Ebrach ·
Frensdorf ·
Gerach ·
Gundelsheim ·
Hallstadt ·
Heiligenstadt i.OFr. ·
Hirschaid ·
Kemmern ·
Königsfeld ·
Lauter ·
Lisberg ·
Litzendorf ·
Memmelsdorf ·
Oberhaid ·
Pettstadt ·
Pommersfelden ·
Priesendorf ·
Rattelsdorf ·
Reckendorf ·
Scheßlitz ·
Schlüsselfeld ·
Schönbrunn i.Steigerwald ·
Stadelhofen ·
Stegaurach ·
Strullendorf ·
Viereth-Trunstadt ·
Walsdorf ·
Wattendorf ·
Zapfendorf